# Lars Veldwijk
Lars Veldwijk (Uithoorn, 21 agosto 1991) è un calciatore olandese naturalizzato sudafricano, attaccante del Gulf United.

## Biografia
Nato nei Paesi Bassi, suo padre Harry è originario invece del Sudafrica, della zona di Gauteng.

## Carriera

### Club

#### Volendam e Utrecht
Veldwijk ha cominciato la carriera con la maglia del Volendam, compagine all'epoca militante nell'Eerste Divisie, seconda serie del campionato olandese. Ha esordito in campionato in data 21 gennaio 2011, subentrando a Melvin Platje nel successo per 0-2 maturato sul campo dello RBC Roosendaal. Ha disputato 2 partite nel corso di quella stessa stagione.
L'anno successivo è stato ingaggiato dall'Utrecht, in Eredivisie. Ha debuttato nella massima divisione locale il 5 febbraio 2012, sostituendo Frank Demouge nella vittoria esterna per 0-2 sull'Ajax. Veldwijk ha giocato 5 partite in Eredivisie con questa casacca, senza mettere a referto alcuna marcatura.

#### Dordrecht
Il 24 giugno 2012, l'Utrecht ha reso noto d'aver ceduto Veldwijk al Dordrecht con la formula del prestito. Il 10 agosto ha effettuato il proprio esordio in squadra, quando è sceso in campo in luogo di Jessy Mayele nel pareggio per 1-1 arrivato sul campo dell'Emmen. Il 27 agosto è arrivata la prima rete, attraverso cui ha contribuito al successo esterno per 2-4 in casa del Den Bosch. In quella stessa annata, il Dordrecht ha raggiunto la qualificazione per la Nacompetitie, il sistema di play-off olandese che determina la promozione in Eredivisie: la squadra è stata eliminata dai Go Ahead Eagles nel primo turno delle stesse. Veldwijk ha chiuso la stagione a quota 36 presenze e 19 reti, tra tutte le competizioni.

#### Excelsior
L'anno seguente è passato all'Excelsior, a titolo definitivo. Ha debuttato il 2 agosto 2013, venendo impiegato da titolare nel pareggio casalingo per 2-2 contro l'Helmond Sport. Il 16 agosto ha trovato la prima rete, nella sconfitta interna per 1-2 contro il Willem II. Il 4 aprile 2014 ha segnato una tripletta ai danni del Telstar. Al termine della stagione, l'Excelsior ha partecipato alla Nacompetitie, attraverso cui si è guadagnata la promozione in Eredivisie: Veldwijk si è laureato capocannoniere del campionato.

#### Nottingham Forest
Il 7 agosto 2014, gli inglesi del Nottingham Forest hanno annunciato ufficialmente l'ingaggio del calciatore, a titolo definitivo. Ha scelto la maglia numero 14. Il 16 agosto ha giocato la prima partita in Championship, quando ha sostituito Matty Fryatt nel pareggio per 2-2 maturato sul campo del Bolton. Ha chiuso la stagione con 14 presenze tra tutte le competizioni, senza segnare alcuna rete.

#### PEC Zwolle
Il 30 giugno 2015, il PEC Zwolle ha annunciato ufficialmente d'aver ingaggiato Veldwijk con la formula del prestito. È tornato a calcare i campi dell'Eredivisie in data 12 agosto, impiegato da titolare nel pareggio per 2-2 contro il Cambuur. Il 23 agosto ha segnato la prima rete nella massima divisione locale, nel successo casalingo per 2-1 sul Twente. Il 12 settembre ha segnato una tripletta contro la sua ex squadra dell'Excelsior, sfida terminata con una vittoria del PEC Zwolle per 3-0. Ha terminato la stagione a quota 36 presenze e 14 reti, tra campionato e coppa.

#### Kortrijk
Tornato brevemente al Nottingham Forest per fine prestito, il 23 agosto 2016 ha avuto modo di trovare la prima rete con questa maglia, nel successo esterno per 1-2 sul Millwall, partita valida per l'edizione stagionale della Football League Cup. Il 31 agosto 2016 è passato ai belgi del Kortrijk, a cui si è legato con un accordo quadriennale. Ha disputato il primo incontro in squadra il 26 ottobre, sostituendo Elohim Rolland nel pareggio per 1-1 contro l'Eupen. Il 18 dicembre successivo è arrivata l'unica rete in squadra, nella sconfitta per 5-1 subita in casa del Club Bruges.

#### Aalesund
Il 31 marzo 2017, ultimo giorno del calciomercato locale, i norvegesi dell'Aalesund hanno comunicato sul loro sito internet d'aver ingaggiato Veldwijk con la formula del prestito, fino al 31 luglio successivo: il club si è riservato anche un'opzione per l'acquisto a titolo definitivo. Ha esordito in Eliteserien il 2 aprile, subentrando ad Edward Gyasi nella sconfitta per 3-1 maturata sul campo dello Stabæk. Il 17 aprile ha trovato la prima rete, nel 3-1 inflitto al Lillestrøm.

#### Groningen e Sparta
Il 12 luglio 2017, il Groningen ha reso noto d'aver ingaggiato Veldwijk con la formula del prestito: ha scelto la maglia numero 9.
L'anno seguente passa allo Sparta Rotterdam con cui in un anno e mezzo mette insieme in tutto 56 presenze e 29 gol contribuendo con 24 reti al ritorno in Eredivisie.

#### Jeonbuk Motors
Nel gennaio del 2020 si trasferisce in Corea del Sud firmando un contratto biennale con il Jeonbuk Motors.

### Nazionale
In virtù delle sue origini sudafricane, il 27 ottobre 2016 è stato convocato dal commissario tecnico del Sudafrica Ephraim Mashaba in vista delle sfide contro Senegal e Mozambico, da disputarsi rispettivamente il 12 ed il 15 novembre. Rimasto in panchina nella sfida contro il Senegal, è stato schierato titolare nel pareggio per 1-1 contro il Mozambico.

## Statistiche

### Presenze e reti nei club
Statistiche aggiornate al 24 dicembre 2017.
| Stagione                 | Club                     | Campionato               | Campionato | Campionato | Coppe nazionali | Coppe nazionali | Coppe nazionali | Coppe continentali | Coppe continentali | Coppe continentali | Supercoppe | Supercoppe | Supercoppe | Totale | Totale |
| Stagione                 | Club                     | Comp                     | Pres       | Reti       | Comp            | Pres            | Reti            | Comp               | Pres               | Reti               | Comp       | Pres       | Reti       | Pres   | Reti   |
| ------------------------ | ------------------------ | ------------------------ | ---------- | ---------- | --------------- | --------------- | --------------- | ------------------ | ------------------ | ------------------ | ---------- | ---------- | ---------- | ------ | ------ |
| 2010-2011                | Volendam                 | 1D                       | 2          | 0          | CO              | 0               | 0               | -                  | -                  | -                  | -          | -          | -          | 2      | 0      |
| 2011-2012                | Utrecht                  | ED                       | 5          | 0          | CO              | 0               | 0               | -                  | -                  | -                  | -          | -          | -          | 5      | 0      |
| 2012-2013                | Dordrecht                | 1D                       | 31+2       | 14+2       | CO              | 3               | 3               | -                  | -                  | -                  | -          | -          | -          | 36     | 19     |
| 2013-2014                | Excelsior                | 1D                       | 38+4       | 30+4       | CO              | 3               | 1               | -                  | -                  | -                  | -          | -          | -          | 45     | 35     |
| 2014-2015                | Nottingham Forest        | FLC                      | 11         | 0          | FACup+CdL       | 1+2             | 0               | -                  | -                  | -                  | -          | -          | -          | 14     | 0      |
| 2015-2016                | PEC Zwolle               | ED                       | 35         | 14         | CO              | 1               | 0               | -                  | -                  | -                  | -          | -          | -          | 36     | 14     |
| ago. 2016                | Nottingham Forest        | FLC                      | 1          | 0          | FACup+CdL       | 0+2             | 0+1             | -                  | -                  | -                  | -          | -          | -          | 3      | 1      |
| Totale Nottingham Forest | Totale Nottingham Forest | Totale Nottingham Forest | 12         | 0          |                 | 1+4             | 0+1             |                    | -                  | -                  |            | -          | -          | 17     | 1      |
| ago. 2016-mar. 2017      | Kortrijk                 | D1                       | 9          | 1          | CB              | 2               | 0               | -                  | -                  | -                  | -          | -          | -          | 11     | 1      |
| mar.-lug. 2017           | Aalesund                 | ES                       | 16         | 5          | CN              | 3               | 2               | -                  | -                  | -                  | -          | -          | -          | 19     | 7      |
| 2017-2018                | Groningen                | ED                       | 14         | 4          | CO              | 1               | 0               | -                  | -                  | -                  | -          | -          | -          | 15     | 4      |
| Totale                   | Totale                   | Totale                   | 162+6      | 68+6       |                 | 18              | 7               |                    | -                  | -                  |            | -          | -          | 186    | 81     |

### Cronologia presenze e reti in nazionale
| Cronologia completa delle presenze e delle reti in nazionale ― Sudafrica | Cronologia completa delle presenze e delle reti in nazionale ― Sudafrica | Cronologia completa delle presenze e delle reti in nazionale ― Sudafrica | Cronologia completa delle presenze e delle reti in nazionale ― Sudafrica | Cronologia completa delle presenze e delle reti in nazionale ― Sudafrica | Cronologia completa delle presenze e delle reti in nazionale ― Sudafrica | Cronologia completa delle presenze e delle reti in nazionale ― Sudafrica | Cronologia completa delle presenze e delle reti in nazionale ― Sudafrica |
| Data                                                                     | Città                                                                    | In casa                                                                  | Risultato                                                                | Ospiti                                                                   | Competizione                                                             | Reti                                                                     | Note                                                                     |
| ------------------------------------------------------------------------ | ------------------------------------------------------------------------ | ------------------------------------------------------------------------ | ------------------------------------------------------------------------ | ------------------------------------------------------------------------ | ------------------------------------------------------------------------ | ------------------------------------------------------------------------ | ------------------------------------------------------------------------ |
| 15-11-2016                                                               | Maputo                                                                   | Mozambico                                                                | 1 – 1                                                                    | Sudafrica                                                                | Amichevole                                                               | -                                                                        |                                                                          |
| Totale                                                                   |                                                                          | Presenze                                                                 | 1                                                                        |                                                                          | Reti                                                                     | 0                                                                        |                                                                          |

## Palmarès

### Club

#### Competizioni nazionali
- Primera Federación: 1

Castellón: 2023-2024
- Thai League Cup: 1

BG Pathum Utd: 2024

### Individuale
- Capocannoniere della Eerste Divisie: 1

2013-2014 (30 reti)